# Seleção Britânica de Rugby Sevens Masculino
A Seleção Britânica de rugby sevens representa a Grã-Bretanha nos torneios de rugby sevens. A equipe, dirigida pela Associação Olímpica Britânica, compete anualmente na Série Mundial de Rugby Sevens, bem como nos Jogos Olímpicos e nos Jogos Europeus. Historicamente, a Grã-Bretanha foi representada no rugby sevens pela Inglaterra, Escócia e País de Gales, mas a inclusão do esporte nos Jogos Olímpicos e Europeus, juntamente com questões de financiamento, resultou na formação de uma equipe combinada permanente a partir de 2023.
Depois de ter disputado pela primeira vez os Jogos Mundiais de 2001 e 2005, a Grã-Bretanha estreou nos Jogos Olímpicos de Verão de 2016, onde conquistou a medalha de prata, perdendo a final para Fiji.

## História
Quando o rugby sevens foi admitido nos Jogos Olímpicos de Verão em 2009, não se sabia inicialmente como a Grã-Bretanha poderia se classificar. Como as três nações que compõem a Grã-Bretanha – Inglaterra , País de Gales e Escócia –, competem separadamente em competições internacionais, foi sugerido que, se alguma delas ganhasse uma vaga de qualificação, a Grã-Bretanha se classificaria. No entanto, o Comitê Olímpico Internacional (COI) e o International Rugby Board (IRB) declararam que a Grã-Bretanha deve selecionar uma nação líder para ser a única capaz de obter a vaga de qualificação. Os sindicatos individuais de rugby britânicos selecionaram a Inglaterra para ser a nação líder, já que a Rugby Football Union foi o único sindicato britânico a financiar um programa de rugby sevens em tempo integral. A Inglaterra garantiu a qualificação da Grã-Bretanha para os Jogos Olímpicos de Verão de 2016 ao terminar em quarto lugar na Série Mundial de 2015.
O ala de rugby sevens do País de Gales, Lloyd Lewis, disse que a decisão de combinar três nações para formar times de sete da Grã-Bretanha limitaria as oportunidades dos jogadores. Ele acrescentou que uma equipe GB significa que haveria mais competição por vagas e menos disponibilidade para jogadores galeses.
Embora a Inglaterra tenha sido o time que classificou a Grã-Bretanha para as Olimpíadas de 2016, a seleção nacional de rugby sevens da Grã-Bretanha foi capaz de selecionar jogadores do País de Gales e da Escócia, bem como da própria Inglaterra, de forma semelhante aos British and Irish Lions no rugby union. Os jogadores da Irlanda do Norte, de acordo com as regras da Associação Olímpica Britânica, como cidadãos britânicos, seriam elegíveis para jogar pela Grã-Bretanha; porém, a União Irlandesa de Futebol de Rugby (IRFU) decidiu de forma controversa que os jogadores da Irlanda do Norte seriam obrigados a representar a seleção irlandesa. No entanto, foi afirmado que os jogadores contratados pela Irlanda do Norte e pelo Ulster poderiam contestar legalmente essa determinação, especialmente se a Irlanda não conseguisse se classificar.

## Desempenho

### Jogos Olímpicos
A medalha de prata para a Grã-Bretanha nas Olimpíadas de 2016 é uma conquista considerável para uma equipe que foi formada apenas dez semanas antes do torneio. Enquanto outras equipes do circuito de sevens vinham se preparando há dois anos ou mais, o técnico do time da Grã-Bretanha, Simon Amor, só reuniu seus jogadores pela primeira vez em 30 de maio daquele ano.
| 2016  | Final      | 2         | 6         | 5         | 0         | 1         |
| 2020  | Semifinais | 4         | 6         | 3         | 0         | 3         |
| 2024  | A definir  | A definir | A definir | A definir | A definir | A definir |
| Total | 0 títulos  | 0/2       | 10        | 8         | 0         | 4         |